# Carballeda (Carballeda de Valdeorras)
Carballeda (llamada oficialmente San Vicenzo de Carballeda) es una parroquia y un lugar español del municipio de Carballeda de Valdeorras, en la provincia de Orense, Galicia.

## Toponimia
La parroquia también es conocida por el nombre de San Vicente de Carballeda.

## Organización territorial
La parroquia está formada por dos entidades de población:
- Bascois
- Carballeda

## Demografía

### Parroquia
| Gráfica de evolución demográfica de Carballeda (parroquia) entre 2000 y 2022 |
|                                                                              |
| Datos según el nomenclátor publicado por el INE.                             |

### Lugar
| Gráfica de evolución demográfica de Carballeda (lugar) entre 2000 y 2022 |
|                                                                          |
| Datos según el nomenclátor publicado por el INE.                         |